# Sant'Apollinare
Sant'Apollinare é uma comuna italiana da região do Lácio, província de Frosinone, com cerca de 1.909 habitantes. Estende-se por uma área de 17 km², tendo uma densidade populacional de 112 hab/km². Faz fronteira com Cassino, Pignataro Interamna, Rocca d'Evandro (CE), San Giorgio a Liri, Sant'Ambrogio sul Garigliano, Sant'Andrea del Garigliano, Vallemaio.

## Demografia
| Variação demográfica do município entre 1861 e 2011                               |
|                                                                                   |
| Fonte: Istituto Nazionale di Statistica (ISTAT) - Elaboração gráfica da Wikipedia |